# نوب‌خعس
| nbw | xa · a · z |

| nbw | xa · a · z |

نوب‌خَعِس (انگلیسی: Nubkhaes؛ به مصری باستان: nbw-ḫꜥ⸗s) ملکه‌ای در مصر باستان در دوره دوم میانی مصر بود. شماری از اعضای خانواده‌اش در اواخر دودمان سیزدهم مصر از مقام‌داران رسمی دربار بودند. نام او به معنی «طلایی [=حاثور] پدیدار می‌شود» اس، و او دارای القاب «همسر بزرگ سلطنتی» و «خنمت‌نفرحدجت» بود.
تا کنون، نوب‌خَعس تنها از طریق یک سنگ یادبود خانوادگی که اکنون در موزه لوور نگهداری می‌شود و چند اشارهٔ پراکندهٔ دیگر شناخته شده است. این سنگ‌نوشته اصلی‌ترین بنای یادبود ملکه به‌شمار می‌آید. در آن، نام پدرش ددوسوبک ببی و دیگر اعضای خانواده آمده که بسیاری از آن‌ها از مقام‌های بلندپایه دربار بودند. تمامی این افراد را می‌توان به دوران سلطنت پادشاه سوبک‌حتپ چهارم نسبت داد.
نام همسر ملکه در این سنگ‌نوشته نیامده، اما گمان می‌رود که همسر او یکی از جانشینان سوبک‌حتپ چهارم بوده، چرا که همسر پادشاه در آن زمان شناخته شده است و نوب‌خَعس به نسلی تعلق دارد که پس از سوبک‌هوتپ چهارم می‌زیسته است.
خونس، یکی از دختران نوب‌خَعس بود که با یک وزیر از منطقه الکاب ازدواج کرد.
آیدن دادسون و دیان هیلتون پیشنهاد کرده‌اند که نوب‌خَعس ممکن است همسر یکی از این سه پادشاه بوده باشد: سوبک‌حتپ پنجم، سوبک‌حتپ ششم و واحیب‌رع ایبیائو.